# Região Geográfica Intermediária de São Mateus
A Região Geográfica Intermediária de São Mateus é uma das quatro regiões intermediárias do estado brasileiro do Espírito Santo e uma das 134 regiões intermediárias do Brasil, criadas pelo Instituto Brasileiro de Geografia e Estatística (IBGE) em 2017. É composta por 15 municípios, distribuídos em duas regiões geográficas imediatas.
Sua população total estimada pelo Instituto Brasileiro de Geografia e Estatística (IBGE) para 1º de julho de 2018 é de 636 254 de habitantes, distribuídos em uma área total de 14 661,104 km².
Linhares é o município mais populoso da região intermediária, com 170 364 habitantes, de acordo com estimativas de 2018 do Instituto Brasileiro de Geografia e Estatística (IBGE).

## Regiões geográficas imediatas
| Região geográfica imediata               | Municípios                                                                                               | População Estimativa 2018 | Área (km²) |
| ---------------------------------------- | --- | ------------------------- | ---------- |
| Região Geográfica Imediata de Linhares   | Aracruz Ibiraçu João Neiva Linhares Rio Bananal Sooretama                                                | 347 106                   | 6 635,380  |
| Região Geográfica Imediata de São Mateus | Boa Esperança Conceição da Barra Jaguaré Montanha Mucurici Pedro Canário Pinheiros Ponto Belo São Mateus | 289 148                   | 8 025,724  |
| Total                                    | 15 | 636 254                   | 14 661,104 |